# Pål Bang-Hansen
Pål Bang-Hansen, född 29 juli 1937 i Oslo, död 25 mars 2010, var en norsk skådespelare, regissör, manusförfattare och programledare i TV.

## Biografi
Bang-Hansen började som barnskådespelare. Under efterkrigsåren var han fast skådespelare i Barnetimens hørespill, där han bland annat gjorde huvudrollen i Astrid Lindgrens Mästerdetektiven Blomkvist. År 1949 filmdebuterade han i Arne Skouens Gatpojkar och hade 1952 huvudrollen som Tom i Tom og Mette på sporet, baserad på fadern Odd Bang-Hansens barnbok. Under gymnasietiden hade han biroller i filmerna Trost i taklampa (1955) och Kvinnens plass (1956). Filmintresset kom av att fadern var filmkritiker vid Arbeiderbladet.
Han tog examen artium 1957 och började därefter arbeta för reklamföretaget Starfilm A/S. Åren 1959–1961 studerade han regi vid iCentro Sperimentale di Cinematografia i Rom, följt av ett års arbete i den italienska filmindustrin. Mellan 1962 och 1966 var han journalist och filmkritiker vid Arbeiderbladet. Från 1966 var han anställd vid Norsk Rikskringkasting. Han övertog omedelbart programledarrollen i Filmmagasinet, en position han innehade fram till och med 1989 då programmet lades ned. Åren 1969–1976 hade han även programmet I objektivet där han introducerade många filmer som var "för smala" för att nå de norska biograferna. Efter att Filmmagasinet lagt ned fortsatte han i På kino i kveld (1990–1992), Kulturoperatørene (1997) och Gydas vei (från 1998).
Bang-Hansen regisserade sex spelfilmer, två TV-serier och en TV-film. Han regidebuterade med Skrift i sne (1966), följt av Douglas (1970), Norska byggklossar (1972), Kanarifuglen (1973), Bortrest på obestämd tid (1974) och Kronprinsen (1979). Han regisserade också ett avsnitt var av TV-serierna Nitimemordet och Farlig yrke (båda 1976) samt TV-filmen Spøkelsesbussen (1981). Han skrev manus till flera av de egna filmerna, men också till TV-serierna Farlig yrke och Solospill (1977).
Han utgav filmböckerna 24 ganger i sekundet och Norske filmplakatar 1917–1988. År 1986 utkom även Villa Faraldi, som handlar om Italien.

## Familj
Pål Bang-Hansen var son till författaren Odd Bang-Hansen (1908–1984) och läkaren Elise "Liss" Aas (1907–). Han var gift med Oddbjørg Havik (1932–). Han var bror till Kjetil Bang-Hansen (1940–).